# Musées maritimes de Caroline du Nord
Les musées maritimes de Caroline du Nord (anglais : North Carolina Maritime Museums, aussi connu au singulier North Carolina Maritime Museum) sont des musées maritimes dépendant du musée d'histoire de Caroline du Nord, en Caroline du Nord, aux États-Unis.
Il en existe trois à Beaufort (centrée sur l'héritage maritime de l'État), Southport (centrée sur l'histoire de la région du cap Fear, le Sud de l'État) et l'île Hatteras (centrée sur l'histoire du Nord de l'État et les épaves de l'océan Atlantique). Ce dernier est surnommé le musée du cimetière de l'Atlantique (The Graveyard of the Atlantic Museum).